# Oxytropis lanceatifoliola
Oxytropis lanceatifoliola là một loài thực vật có hoa trong họ Đậu. Loài này được H. Ohba, S. Akiyama & S.K. Wu mô tả khoa học đầu tiên năm 2000.